# デフィン・レンシュ
デフィン・ファビアン・ジャイロ・レンシュ（Devyne Fabian Jairo Rensch、2003年1月18日 - ）は、オランダ・レリスタット出身のサッカー選手。ASローマ所属。ポジションはDF。

## クラブ経歴
2020年11月28日、エールディヴィジのFCエメン戦に途中出場したことでアヤックスでのプロデビューを果たした。
2025年1月23日、ASローマへの完全移籍が発表された。

## 代表経歴
2021年9月7日、ワールドカップ予選のトルコ代表戦にて後半71分、デンゼル・ダンフリースとの交代でピッチに入りオランダ代表デビューを飾った。

## 個人成績

### 代表
出場大会
U-17オランダ代表
- 2019年 - 2009 UEFA U-17欧州選手権 (優勝)
- 2019年 - 2019 FIFA U-17ワールドカップ (ベスト4)

試合数
- 国際Aマッチ 1試合 得点（2021年 - ）

| オランダ代表 | 国際Aマッチ | 国際Aマッチ |
| 年           | 出場        | 得点        |
| ------------ | ----------- | ----------- |
| 2021         | 1           | 0           |
| 通算         | 1           | 0           |